# Sümeyra Kaya
Sümeyra Kaya – turecka bokserka wagi muszej, mistrzyni Europy (2007) oraz wicemistrzyni świata (2005).

## Kariera
Kaya pięciokrotnie reprezentowała Turcję na mistrzostwach świata (2005, 2006, 2008, 2010, 2012). Najlepszy rezultat osiągnęła w swoim debiucie w roku 2005, zdobywając srebrny medal w kategorii do 52 kg. W finale tej imprezy została pokonana przez Rosjankę Sofję Oczigawę.
Na mistrzostwach Europy łącznie startowała siedem razy (2003, 2004, 2005, 2006, 2007, 2009, 2011). Pięciokrotnie zdobywała medale, w tym złoty w kategorii do 50 kg w roku 2007. Podczas finału w Vejle Kaya pokonała na punkty reprezentantkę Polski Ewelinę Pękalską.
Dwukrotnie triumfowała na mistrzostwach Unii Europejskiej w roku 2006 oraz 2008.